# 속가슴동맥
속가슴동맥, 내흉동맥(internal thoracic artery, ITA, 內胸動脈) 또는 내유동맥(internal mammary artery, IMA, 內乳動脈)은 가슴벽의 앞쪽과 유방에 혈액을 공급하는 동맥이다. 한 쌍으로 이루어져 있으며 각각의 속가슴동맥은 복장뼈의 측면을 따라 아래로 내려간다. 그 후 위배벽동맥과 근육가로막동맥으로 갈라지며 끝난다.

## 구조
속가슴동맥은 빗장밑동맥의 시작 지점 근처에서 빗장밑동맥의 앞면으로부터 갈라져 나온다. 너비는 1 ~ 2mm 정도이다.
가슴우리의 안에서 아래로 내려가며, 복장뼈 측면으로부터 대략 1cm 떨어진 채로 주행한다. 따라서 젖꼭지보다는 안쪽에 위치한다. 속가슴정맥을 동반하며 주행한다. 배바깥빗근보다 깊은쪽에서, 미주신경보다는 얕은쪽에서 주행한다.
성인의 속가슴동맥은 첫째 갈비사이공간에 있을 때 가장 복장뼈에 가까이 놓여 있다. 속가슴동맥과 복장뼈 가쪽 경계 사이의 간격은 아래로 내려갈수록 커져 여섯째 갈비사이공간에서는 1.1 ~ 1.3cm 정도가 된다. 어린이에서 이 간격은 0.5 ~ 1.0cm 정도이다.

### 가지
- 세로칸가지
- 가슴샘가지
- 심장가로막동맥 - 가로막신경과 함께 주행한다.
- 복장뼈가지
- 관통가지
- 12개의 앞갈비사이가지. 위쪽 여섯 개의 갈비사이공간에 두 개씩 분포한다. 한 갈비사이공간에서 위쪽의 가지는 갈비뼈 아래쪽을 따라 가쪽으로 주행하여 대응하는 뒤갈비사이동맥과 문합한다. 아래쪽의 가지는 뒤갈비사이동맥의 곁가지와 문합한다.

여섯째 갈비사이공간을 지난 뒤 속가슴동맥은 다음의 두 종말가지로 갈라지며 끝난다.
- 근육가로막동맥 - 대략 갈비뼈 모서리를 따라 주행한다.
- 위배벽동맥 - 속가슴동맥이 주행하던 대로 아래로 내려가 배벽으로 간다.

## 기능
속가슴동맥은 가슴벽과 유방에 혈액을 공급한다.

## 임상적 중요성

### 우회술 이식편
심장외과에서 관상동맥우회로이식술을 시행할 때 속가슴동맥은 이식편으로 사용할 수 있는 동맥 중 하나이다. 왼쪽 속가슴동맥은 왼앞내림동맥(LAD)에 이식했을 때 큰두렁정맥 이식편이나 다른 동맥 이식편(노동맥, 왼위그물막동맥 등)보다 더 우월한 장기간 개존율을 보인다. 왼앞내림동맥은 보통 임상적으로 가장 중요한 혈관재형성 대상이 되는 혈관이다.
성형외과에서는 양쪽 속가슴동맥을 유방절제술 이후 유방의 재건 시에 자가 유리피판으로 사용할 수 있다. 일반적으로 둘째 갈비사이공간에서 유리피판이 나온 동맥으로 미세혈관 문합술을 수행한다.

## 추가 이미지

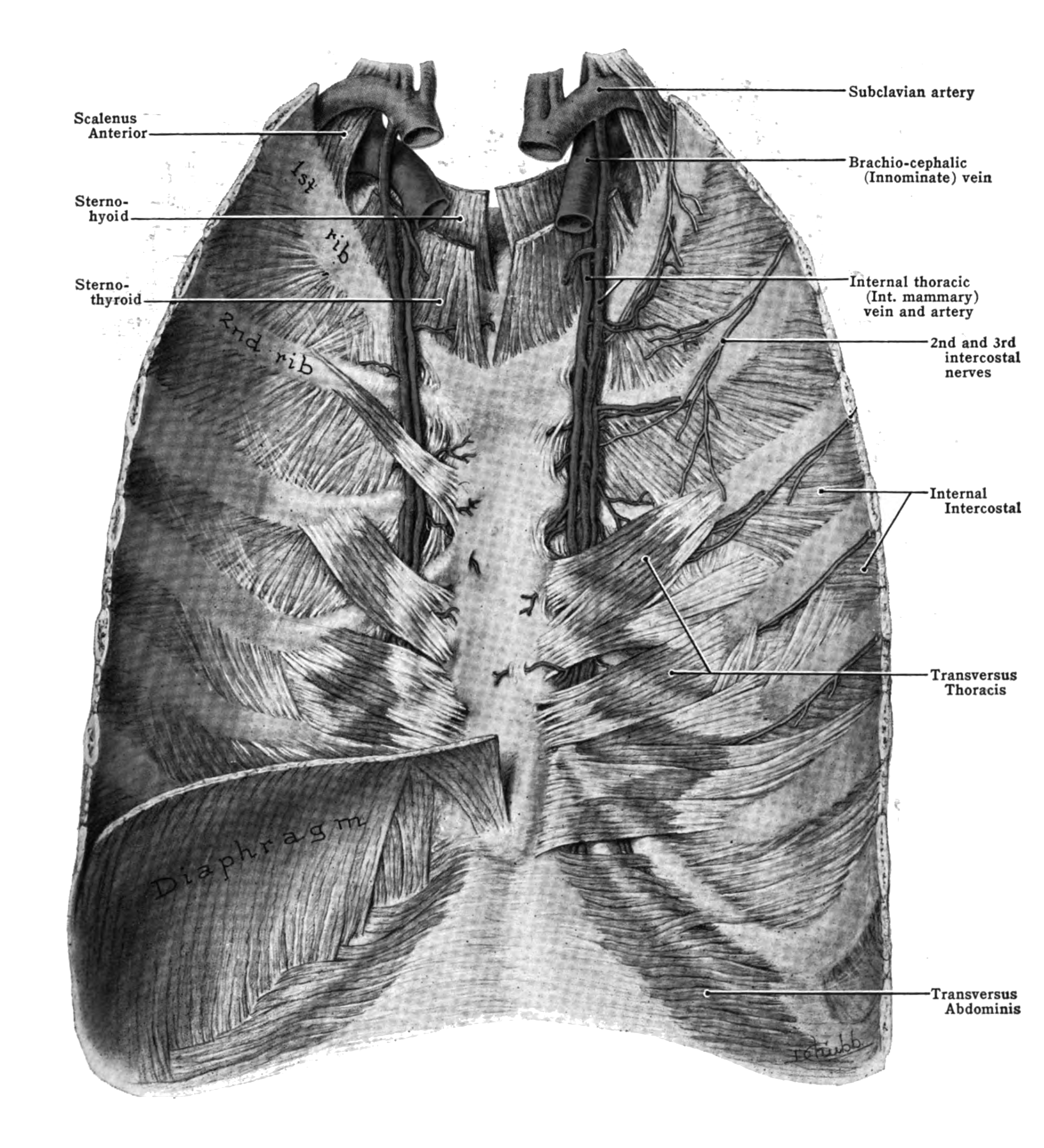
뒤에서 본 가슴벽 앞쪽
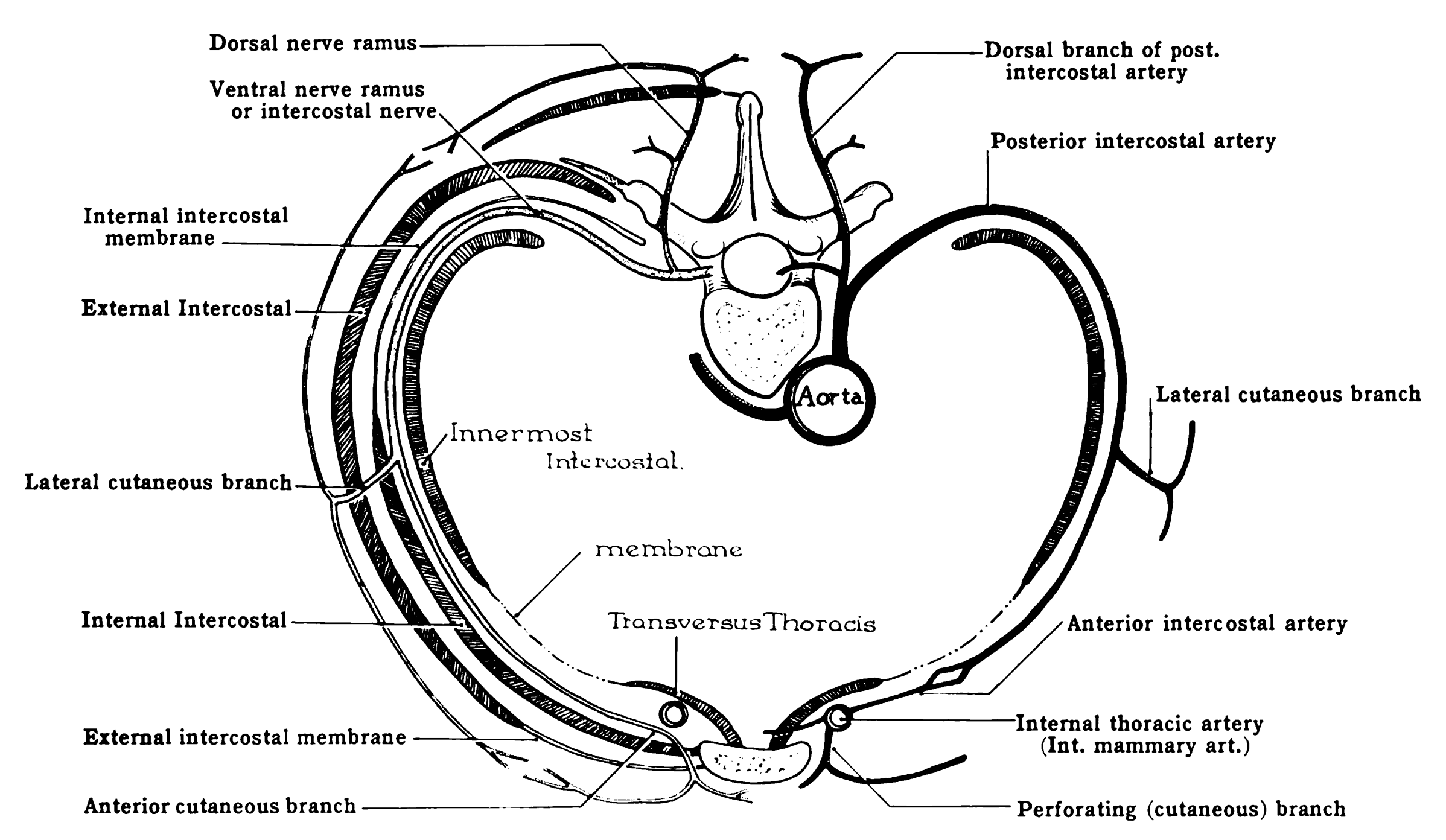
갈비사이공간